# Diamante Koh-i-Noor

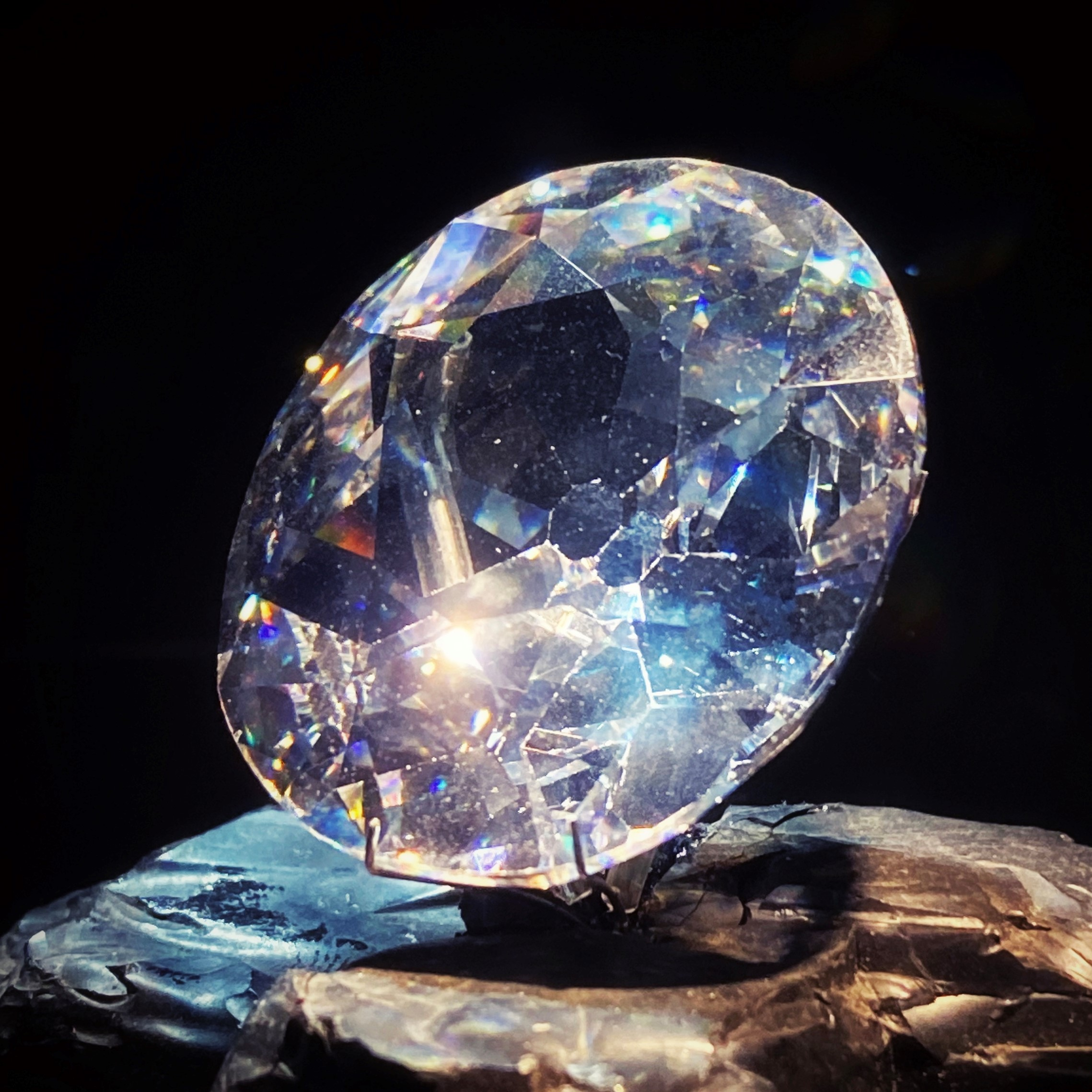
Uma réplica do diamante no Museu Príncipe de Gales da Índia Ocidental, em Mumbai.

O Koh-í-noor, Kohinoor ou Kūh-e-Nūr (em persa Kōh-i-nūr) é um dos diamantes mais famosos do mundo, ao lado de outros doze, entre eles o Estrela da África, o Olho do Ídolo e o Blue Hope. A pedra preciosa, de 105,6 quilates e com possíveis 5 mil anos de história, pertence atualmente à Coroa britânica e desde 1937 ornamenta uma coroa feita  especialmente para a Rainha-Mãe Elizabeth para o dia da coroação de seu esposo, o rei Jorge VI.   
Trata-se de um diamante único, não só pelo seu valor comercial, mas também pelo valor emocional e cultural, pois está envolto em lendas e mitos. Fica trancado com toda segurança na Torre de Londres, de onde sai apenas em ocasiões muito especiais, como no funeral da Rainha-Mãe, quando esteve em cima do seu caixão. 

## História

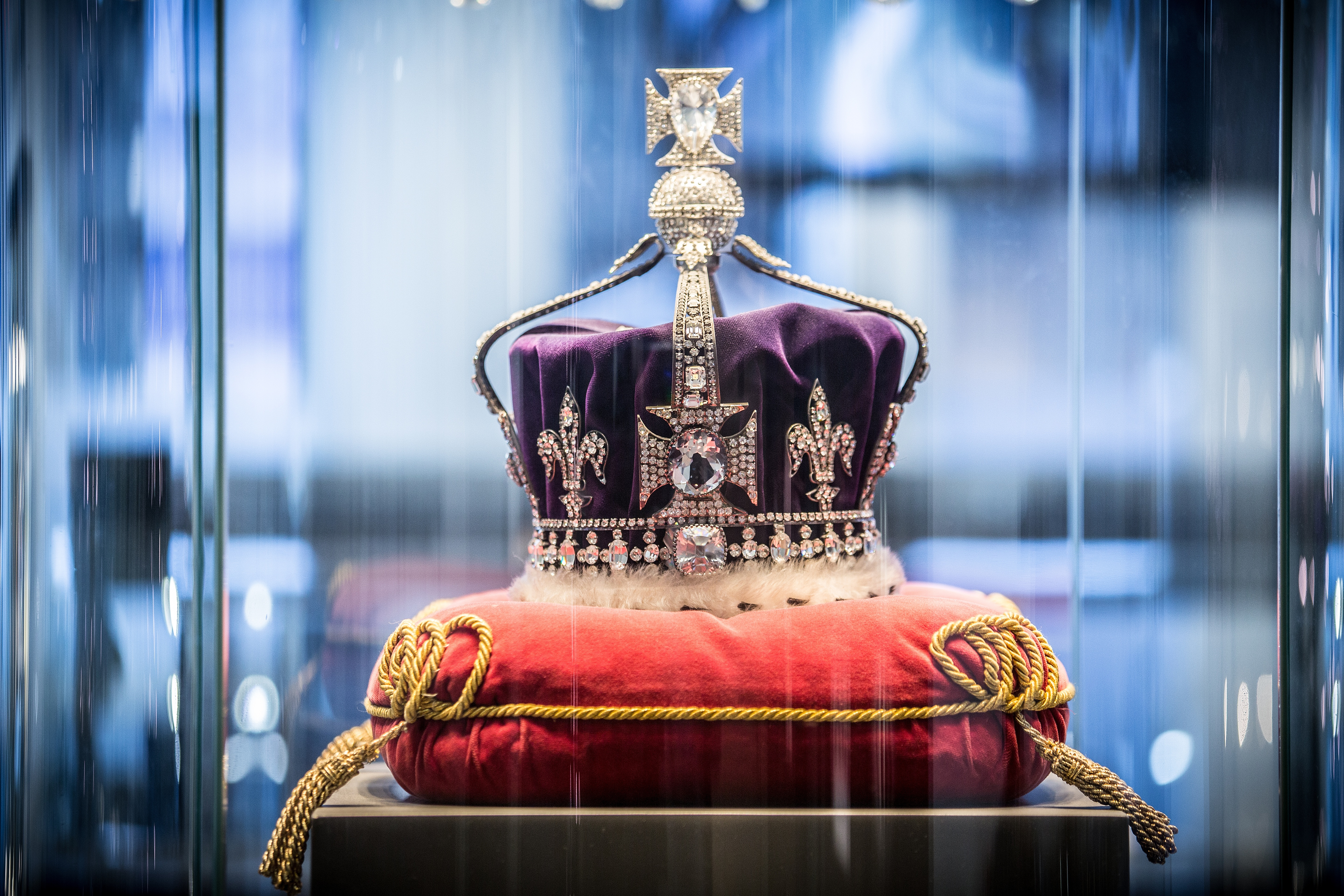
Réplica da coroa da Rainha-Mãe

A história do Koh-í-noor - nome que significa Montanha de Luz - é repleta de mistérios. Uma das crenças diz que o Koh-í-noor traz azar e até mesmo a morte aos homens que o possuem, sendo inofensivo às mulheres. 
Seus registos datam de 1304, porém alguns acreditam que a pedra foi encontrada há mais de cinco mil anos, a se levar em conta alguns textos religiosos hindus. "Algumas fontes observam que as primeiras referências ao diamante, que mais tarde ficou conhecido como Koh-i-noor, apareceram em sânscrito e possivelmente até em textos mesopotâmicos já em 3200 AC , mas essa afirmação é controversa", reporta a Enciclopédia Britânica.
Em 1304, o diamante foi muito mencionado nos relatos de Babur, fundador do Império Mogul (ou Mogol ou Dinastia Mughal). Segundo esses registros, o diamante pesava 793 quilates e após ser lapidado e polido por um joalheiro chamado Borgio, seu tamanho final ficou em 191 quilates. Ainda insatisfeito, o imperador mogul à época teria condenado Borgio à morte. 
Acredita-se também que o diamante possa ter estado engastado no famoso trono de pavão do Xá Jehan (que mandou construir o Taj Mahal) como um dos olhos do pavão.

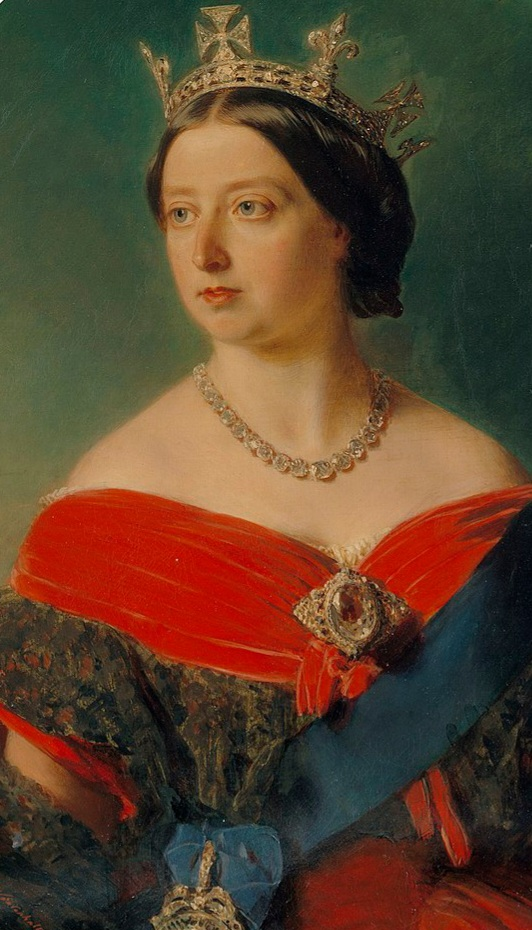
Vitória usava o diamante num broche

Apesar de nunca ter sido vendido, o Montanha de Luz passou por vários donos. Em 1850, quando a Grã-Bretanha anexou a Índia ao Império e a Rainha Vitória foi declarada Imperatriz da Índia, ela recebeu o Koh-í-noor das mãos de Lorde Dalhousie e passou a usá-lo como um broche. 
Resumindo, passou pelas mãos de mogóis, persas, dos afegãos da dinastia Durrani, sikhs e por fim, de britânicos. "A Companhia das Índias Orientais tirou a joia do marajá Duleep Singh, de dez anos, deposto, em 1849, como condição do Tratado de Lahore. Isso marcou o fim das Guerras Anglo-Sikh no Punjab, no atual norte da Índia e leste do Paquistão. O Tratado especificava que a joia fosse entregue à rainha Vitória", reporta o portal Historic Royal Palaces 2022, da Casa Real britânica.   
Atualmente essa célebre pedra preciosa pesa 105,6 quilates. Depois de lapidada pelos joalheiros da Casa Real Inglesa, tornou-se brilhantíssima ao perder 40% de seu volume inicial.

## Controvérsia
De tempos em tempos, indianos pedem a pedra de volta, mas há disputas também com o Afeganistão, o Paquistão e o Irã.  

## Na cultura popular
No jogo "Assassins Creed Rogue", publicado pela Ubisoft em 2014, o Koh-í-noor é citado ficcionalmente como sendo uma das "peças do éden", mostrando a sua importância o imaginário criativo popular.  
Na série Doctor Who (episódio 2 da 2.ª temporada) é-nos mostrado o Koh-í-noor em posse da Rainha Victoria em 1879.